# Le Masque qui tombe
Pour plus de détails, voir Fiche technique et Distribution.
Le Masque qui tombe est un film d'espionnage franco-italien réalisé par Mario Bonnard sorti en 1934.

## Fiche technique
- Titre : Le Masque qui tombe
- Réalisation : Mario Bonnard
- Scénario : d'après la pièce d'Artù et Galar
- Photographie : Carlo Montuori
- Musique : Giulio Bonnard
- Production : Bonnard Film
- Pays d’origine :  France -  Royaume d'Italie
- Genre : Film d'espionnage
- Durée : 85 minutes
- Date de sortie : France - 20 juillet 1934

## Distribution
- Jean Worms
- Lucienne Le Marchand
- René Ferté
- Maurice Lagrenée
- Tania Fédor
- Jacqueline Daix
- Lamberto Picasso
- André Burgère
- Alexandre Mihalesco